# Aït Ouaguenoun
 (juin 2021).
Si vous disposez d'ouvrages ou d'articles de référence ou si vous connaissez des sites web de qualité traitant du thème abordé ici, merci de compléter l'article en donnant les références utiles à sa vérifiabilité et en les liant à la section « Notes et références ».
Aït Ouaguenoun (At Wagnun) en kabyle , est une confédération (Asaghlu/Laarch) Kabyle qui regroupe les tribus kabyles de Kabylie (Âarc ou Âarchs) du versant nord du Sébaou, délimité au Nord par la mer Méditerranée, au nord-est par la confédération des Iflissen lebhar à l'est par celles des Aït Djennad et au sud-ouest par les Amraouas et le Oued Sebaou .

## Localité
La confédération Aït Ouaguenoun contient les localités suivantes:Tikobaine, Djebla, Boudjima, Tarihant, Makouda, Attouche, Akaouej, Istiten, Tala Bouzrou, At Said, Azroubar, Amazzer, El Kalaa n Tegzirt et la ville de Tigzirt et le village de Cherfa ...etc.

## Géographie
Elle correspond aujourd'hui au territoire des communes de Ouaguenoun, Boudjima, Aït Aïssa Mimoun, Makouda, Mizrana, Tigzirt.

## Histoire
La Confédération des Ait Ouaguenoun est citée dans l'histoire pour avoir subi au printemps 1825, les représailles de la Régence d'Alger pour s'être souvent rebellée contre cette dernière après l'affaire: The Harriet. L'expédition punitive d’une grande ampleur est menée par Yahia-Agha, délégué par le Dey Hussein. La bataille a été dirigée contre le village Ait Saïd actuel, commune de Mizrana, ce dernier étant le plus proche de la mer.
Des historiens dénombrent 300 morts. La plupart sont enterrés dans un cimetière toujours en vue au niveau du village. Le lieu du déroulement de l'ultime bataille est connu sous le nom de Teblat u baxix, c'est-à-dire le rocher de l'hécatombe.  